# Songs of Travel
Songs of Travel è un ciclo di nove brani, in origine per voce da baritono, composto da Ralph Vaughan Williams sulla base di poesie tratte dalla raccolta di Robert Louis Stevenson Songs of Travel and Other Verses.

## Storia
I brani vennero originariamente scritti per voce e piano. Vaughan Williams orchestrò il primo, il terzo e l'ottavo brano, mentre il suo assistente Roy Douglas orchestrò in seguito i restanti brani con gli stessi strumenti. La versione orchestrale è stata spesso registrata, ma non sempre accreditando Douglas come co-orchestratore. Un'esibizione completa dell'intero ciclo di brani dura tra i 20 e i 24 minuti.
Tra i più noti esecutori di questo ciclo vi sono Bryn Terfel, Thomas Allen, John Tomlinson, Roderick Williams e John Shirley-Quirk.

## Elenco dei brani
1. The Vagabond
2. Let Beauty Awake
3. The Roadside Fire
4. Youth and Love
5. In Dreams
6. The Infinite Shining Heavens
7. Whither Must I Wander
8. Bright Is the Ring of Words
9. I Have Trod the Upward and the Downward Slope (da eseguire solo per concludere il ciclo di nove canzoni)

Tutte le canzoni del ciclo esistono in almeno due chiavi, perché furono tutte trasposte verso l'alto per creare una versione per la voce di tenore.

## A proposito delle canzoni
Scritto tra il 1901 e il 1904, Songs of Travel rappresenta la prima grande incursione di Vaughan Williams nella scrittura di canzoni. Tratto da un volume di poesie di Robert Louis Stevenson con lo stesso titolo, il ciclo offre una versione tipicamente britannica del "ciclo dei viandanti". Un individuo stanco del mondo ma risoluto - il viaggiatore di Stevenson e di Vaughan Williams - non mostra né l'ingenuità del mugnaio di Schubert in Die schöne Müllerin né gli impulsi distruttivi degli eroi di Winterreise di Schubert e i Lieder eines fahrenden Gesellen di Mahler.
Otto brani furono eseguiti per la prima volta a Londra nel 1904. Sebbene siano stati eseguiti come un ciclo completo, gli editori si rifiutarono di accettare i brani come un intero gruppo. Le canzoni furono pubblicate in 2 libri separati da 2 anni. Nessuno dei due volumi includeva "Whither Must I Wander". La nona canzone, "I Have Trod the Upward and the Downward Slope", venne pubblicata dopo la morte di Vaughan Williams, quando sua moglie, Ursula Vaughan Williams, la trovò tra le sue carte.
"The Vagabond" introduce il viaggiatore, con pesanti accordi "di marcia" del pianoforte, che descrivono un duro viaggio attraverso la campagna inglese. La linea vocale in "Let Beauty Awake" si svolge su un lungo arabesque al pianoforte, conferendo un sapore gallico alla canzone, anche se Vaughan Williams non avrebbe studiato in Francia fino al 1908. Cambiamenti caleidoscopici di umore sono presentati in "The Roadside Fire", con un vivace accompagnamento al pianoforte che conferisce un'atmosfera giocosa alla prima parte della canzone. L'ultima metà della canzone diventa più seria quando il viaggiatore immagina momenti privati con il suo amore, fino a quando non ritorna la musica solare dell'apertura.
"Youth and Love" raffigura la gioventù inesorabile che lascia indietro la sua amata mentre si avventura nel mondo; particolarmente degno di nota è l'accompagnamento esotico della seconda strofa, che ricorda il canto degli uccelli, le cascate e le fanfare della tromba. La quinta canzone, "In Dreams", è il centro oscuro del ciclo. L'angoscia nella linea vocale, definita dal suo cromatismo e dalle sue modulazioni imbarazzanti, è raddoppiata nel pianoforte e rafforzata dal suono di campane basse in dappertutto. Tuttavia l'umore cambia leggermente nella canzone successiva, "The Infinite Shining Heavens", che offre un'altra visione dell'immutabilità della natura.
"Whither Must I Wander" offre la prima delle molte "grandi melodie di Vaughan Williams", la canzone essenzialmente strofica ricorda i giorni felici del passato e ci ricorda che mentre il mondo si rinnova ogni primavera, il nostro viaggiatore non può riportare indietro il suo passato. Tuttavia il compositore offre all'ascoltatore un po' di consolazione in "Bright is the ring of words": si ricorda all'ascoltatore che mentre tutti i vagabondi (e gli artisti) alla fine devono morire, la bellezza del loro lavoro deve rimanere come un testamento della loro vita. La canzone finale, "I have trod the upward and the downward slope", è stata aggiunta al ciclo solo nel 1960 dopo la sua pubblicazione postuma. Questa canzone riassume l'intero ciclo in sole quattro frasi che formano una scena in miniatura di recitativo e arioso, citando quattro delle canzoni precedenti nel ciclo, prima di terminare con gli accordi di apertura, suggerendo che il viaggio del viaggiatore continua per sempre, anche nella morte. Il testo della canzone suggerisce in qualche modo un paesaggio scozzese ai tempi antichi del passato del viaggiatore, ma ci sono anche un certo numero di implicazioni pentatoniche, nella melodia di "Whither Must I wander". Questa è ovviamente una caratteristica di molte arie scozzesi tradizionali e mentre "Whither Must I Wander" non parla rigorosamente in modo pentatonico, ci sono abbastanza suggerimenti al riguardo per rendere il paesaggio scozzese una caratteristica cospicua. Inoltre il bordone nell'accompagnamento del pianoforte nel punto "la primavera deve venire" è un ulteriore emblema della musica tradizionale scozzese, sotto forma di pifferi.